# Spada di Attila
La Spada di Attila, detta anche Spada di Marte o Spada di Dio (Ungherese: Isten Kardja), era l'arma leggendaria portata da Attila l'Unno. Lo storico romano Giordane, citando il lavoro dello storico Prisco, ha raccontato la storia della sua origine.
Quando un certo pastore vide una giovenca del suo gregge zoppicare e non poté trovare alcun motivo per questa ferita, seguì ansiosamente le tracce di sangue e alla lunga giunse ad una spada che l'animale aveva involontariamente calpestato mentre rosicchiava l'erba. La disseppellì e la portò direttamente ad Attila. Si rallegrò di questo dono e, essendo ambizioso, pensò di essere stato nominato sovrano del mondo intero, e che attraverso la spada di Marte gli fosse stata assicurata la supremazia in tutte le guerre.
L'uso di "Marte" qui è dovuto all'interpretatio romana di Prisco, tuttavia, poiché gli Unni non avrebbero adottato i nomi di divinità romane; il nome più probabile usato dagli Unni sarebbe stato il più generico "spada del dio della guerra". Le leggende ungheresi si riferiscono ad essa semplicemente come "az Isten Kardja", la spada di Dio. La descrizione di Prisco è notevole anche nel descrivere come Attila la usò sia come arma militare che come simbolo del favore divino, che può aver contribuito alla sua reputazione di "Flagello di Dio", un punitore designato da Dio.